# Spielberg (film)
Spielberg is een Amerikaanse documentairefilm van HBO Documentary Films en Pentimento Productions over het leven en de carrière van Steven Spielberg. De documentaire ging op 5 oktober 2017 in première op het New York Filmfestival.
De documentaire bevat een heleboel interviews met o.a. de familie van Steven Spielberg, collega regisseurs, acteurs en filmcritici. Daarnaast maakt de docu ook gebruik van achter-de-schermen-beelden van verschillende films, filmfragmenten en fragmenten van filmpjes die Spielberg tijdens zijn jeugd maakte. 

## Productie
In juli van 2017 maakte HBO bekend dat later dat jaar een documentaire zou worden uitgebracht rond het leven en werk van filmregisseur Steven Spielberg.

## Release
Op 5 oktober 2017 werd de documentaire getoond op het New York Film Festival. Twee dagen later werd de docu uitgezonden op HBO.

## Ontvangst
De documentaire werd positief onthaald door de pers op het New York Filmfestival. Op Rotten Tomatoes behaald de docu 93%, gebaseerd op 27 recensies met een gemiddelde score van 7.4/10.